# Fondation Karl-Heinz-Beckurts
La fondation Karl-Heinz-Beckurts (en allemand Karl Heinz Beckurts-Stiftung) est une fondation créée en 1987 en mémoire de Karl Heinz Beckurts, physicien et membre du directoire de Siemens, victime d'un attentat perpétré par des membres de la fraction armée rouge. La fondation a son siège à Munich. Elle est supportée par la Helmholtz-Gemeinschaft et Siemens. La fondation est dotée d'un capital de 1,5 million €.

## Prix Karl-Heinz-Beckurts
En accord avec les positions de Beckurts qui s'est engagé en faveur d'une coopération entre sciences et économie, la fondation décerne chaque année un prix Karl-Heinz-Beckurts à plusieurs scientifiques, en principe entre un et trois, qui ont fourni des impulsions pour des innovations industrielles. Le prix est doté de 30 000 €.

## Lauréats
- 1989: Horst Albach (de) (Coblence), José Luís Encarnação (de) (Darmstadt), Albrecht Fleckenstein (de) et Gisa Fleckenstein-Grün (Fribourg-en-Brisgau)
- 1990: Gerd Herziger (de) (Cologne), Karl-Heinz Hoffmann (Munich) et Martin Grötschel (Berlin), Dieter Oesterhelt (de) (Munich)
- 1991: Hans-Herbert Brintzinger (de) (Constance) et Walter Kaminsky (Hambourg), Hans-Georg Musmann (de) (Hanovre), Dietmar Temmler (Francfort-sur-l'Oder)
- 1992: Peter H. Seeburg (de) (Heidelberg), Dieter Seitzer (de) (Erlangen), Sigmar Wittig (de) (Karlsruhe)
- 1993: Klaus Brockhoff (de) (Kiel), Jens Frahm (de) (Göttingen), Herbert Gajewski (de) (Berlin)
- 1994: Kurt Mehlhorn (Sarrebruck), Stefan Miltenyi (Bergisch Gladbach) et Andreas Radbruch (de) (Cologne), Frieder W. Scheller (de) (Potsdam)
- 1995: Hermann Bujard (de) (Heidelberg), Arnd Greiling et Wolfgang Stolz (Marburg/Lahn), Helmut Klausing (Munich)
- 1996: Timm Anke (Kaiserslautern) et Wolfgang Steglich (de) (Munich), Gerhard Hirzinger (de) (Oberpfaffenhofen), Wolfgang Schlegel (Heidelberg)
- 1997: Wilhelm Barthlott (Bonn), Karl Joachim Ebeling (de) (Ulm), Brigitte Wittmann-Liebold et Christian Wurzel (Berlin et Teltow)
- 1998: Lutz Claes (Ulm), Christoph von der Malsburg (de) et Werner von Seelen (de) (Bochum), Jürgen Wolfrum (de) (Heidelberg)
- 1999: Heinz-Otto Peitgen (de) (Brême), Roland Wiesendanger (de) (Hambourg), Lothar Willmitzer (de) (Golm)
- 2000: Günter Kappler (de) (Munich), Andreas Plückthun (Zurich), Wolfgang Wahlster (de) (Sarrebruck)
- 2001: Wolfgang Baumeister (Munich), Karsten Buse (de) (Bonn)
- 2002: Christoph Bräuchle (Munich), Stefan Hell (Göttingen), Walter Krenkel (Stuttgart)
- 2003: Michael Karas (de) (Francfort-sur-le-Main) et Franz Hillenkamp (de) (Münster), Thomas Lengauer (de) (Sarrebruck), Wilma K. Weyrather, Michael Krämer et Michael Scholz (Darmstadt)
- 2004: Markus Amann (Munich) et Markus Ortsiefer (Garching), Gerhard Höfle (de) et Hans Reichenbach (Braunschweig), Hans Lehrach (de)
- 2005: Friedrich Kremer (Leipzig), Arne Skerra (de) (Munich), Clemens Zierhofer (Innsbruck)
- 2006:Johannes Buchmann (de) (Darmstadt), Harald Rose (de) (Darmstadt), Knut Urban (Jülich), Maximilian Haider (de) (Heidelberg)
- 2007: Thomas Tuschl (de) (New York City), Axel Ullrich (de) (Martinsried)
- 2008: Ahmad-Reza Sadeghi (Bochum), Thomas Scheibel (de) (Bayreuth), Peter Seeberger (de) (Potsdam)
- 2009: Franz Josef Gießibl (de) (Ratisbonne), Eberhart Zrenner (de) (Tübingen)
- 2010: Stephan Lutgen, Adrian Avramescu, Désirée Queren (Ratisbonne), Peter Hegemann (Berlin), Georg Nagel (Würzburg), Ernst Bamberg (Francfort-sur-le-Main)
- 2011: Thomas Wiegand (de), Detlev Marpe, Heiko Schwarz (Berlin)
- 2012: Uwe Franke, Stefan Gehrig, Clemens Rabe (Sindelfingen)
- 2013: Markus Gross (de) (Zurich)
- 2014: Andreas Marx (de) (Constance)
- 2015: Oliver Ambacher (Fribourg-en-Brisgau)

## Prix des enseignants
La fondation Karl-Heinz-Beckurts remet aussi le Lehrer-Preis der Helmholtz-Gemeinschaft, prix des enseignants de la Helmholtz-Gemeinschaft. Il est décerné « aux pédagogues qui se sont distingués par leur encouragements des élèves à des travaux scientifiques autonomes ».